# エスワティニ鉄道
エスワティニ鉄道（エスワティニてつどう、英語: Eswatini Railways、略称: ESR）は、エスワティニの半官半民の鉄道会社である。以前はスワジランド鉄道（Swaziland Railway）やスワジレール（Swazi Rail）と呼ばれていた。

## 概要

エスワティニの鉄道路線図

ESRは輸出入商品の輸送と国内貨物輸送を行っている貨物鉄道会社である（旅客輸送については後述）。他の南部アフリカ諸国と同じく、線路幅1,067 mmの3フィート6インチ軌間で建設されている。総延長は約301 km。路線は主に内陸国から海に出るルートになっている。

## 路線
3本の主要路線がある。

### 東西の路線
- ゴバ線
  - マツァパ（英語版）からモザンビークのゴバ（英語版）を結んでいる。ゴバからはモザンビーク港湾鉄道を経由してマトラ港とマプト港（英語版）に接続できる。ESRが管理・運用しているのはマツァパとムラウラ（英語版）の区間である。[3]

### 南北の路線
- コマティポート線
  - ムパカ（英語版）から南アフリカ共和国ムプマランガ州のコマティポート（英語版）を結んでいる。
- リチャーズベイ線
  - プズモヤ（英語版）からリチャーズベイ港（英語版）を結んでいる。ダーバン港にも接続できる。

## 輸送

### 貨物
国内貨物と関係ない貨物通過輸送が大半を占める。
- 輸出貨物：砂糖、石炭[5]、果物の缶詰、ウールパルプ、木材
- 輸入貨物：石油製品と一般商品[2]。

### 旅客
2023年に公式に旅客列車が運行されると発表があった。
同年9月22日と23日に、マツァパ・マプート間とマツァパ・ムパカ間に定員6名のプライベート・コーチなどを含む旅客列車が運行された。